# Artículo determinado (árabe)

Al-Baḥrayn (o el-Baḥrēn), nombre en árabe para Baréin, donde el artículo al- (o el-) está mostrado en rojo.

Al- (al-, en árabe: ٱلْـ), también romanizado como el- como se pronuncia en árabe dialectal, es el artículo determinado en el idioma árabe: una  partícula gramatical (ḥarf) cuya función es definir el nombre al que se antepone (prefijo). Por ejemplo, la palabra كتاب, kitāb, 'libro' se puede identificar agregando el prefijo al-, indicando que es conocido por el hablante, lo que resulta en الكتاب, al-kitāb, 'el libro'. 
El artículo al- o, en su caso, el-, es el mismo cualquiera que sea el género o número del español, por lo que puede traducirse por los artículos determinantes: "el", "la", "los", "las".
En las traducciones, al principio de una frase o después de un punto (.), al- debe escribirse como: Al-, en mayúsculas. Al hacer la romanización del árabe estándar de un nombre propio, puede prescindirse del guion (-).
A diferencia de la mayoría de otras partículas árabes, al- siempre actúa de prefijo de otra palabra y nunca está sola. Como resultado, muchos diccionarios no la incluyen, y casi invariablemente se ignora en la ordenación estándar establecida, ya que no es una parte intrínseca de la palabra.
Aunque la partícula al- es invariable, el sonido de la consonante -l final puede variar. Cuando la sigue una letra solar (ḥurūf shamsiyya) como t, d, r, s o n y alguna otra, asimila ese sonido, duplicándolo. Por ejemplo: para 'el Nilo', no se dice al-Nīl, sino an-Nīl. Cuando la partícula va seguida de una letra lunar (ḥurūf qamarīyah), como m-, no existe asimilación, como por ejemplo, en el caso de al-masjid ('la mezquita'). Esto afecta solo a la pronunciación y no a la ortografía.

## Visión general
Para poner al- en perspectiva, existen diferentes formas de definir gramaticalmente las palabras árabes. Estas formas incluyen el uso de pronombres personales como 'me', 'mi', el uso de nombres propios como 'Arabia Saudita', pronombres demostrativos como 'este hombre', pronombres relativos como 'el hombre que ...', vocativos como 'Oh, hombre', posesivos como 'mi hombre', y por supuesto, artículos definidos como 'el hombre'.
Además del posesivo, anteponer un sustantivo con al- es la forma más débil de definición gramatical. Esto es, decir 'el hombre' no define al hombre al que se hace referencia tan claramente como por ejemplo, 'este hombre'.
El árabe, además, tiene un artículo indefinido indicado por la nunación (tanwīn) que se declina en tres casos.